# Al-Shahaniya Sports Club
L'Al-Shahaniya Sports Club è una società calcistica qatariota di Al-Shahaniya. Milita nella Qatar Stars League, la massima serie del campionato qatariota. 
Gioca le partite casalinghe allo stadio Ahmed bin Ali di Al-Shahaniya (25 000 posti).

## Allenatori
- 2002  Stefano Impagliazzo
- 2003-2004  Danny Hoekman
- 2004  Fareed Ramzi
- 2004-2006  Saad Hafez
- 2006-2007  Said Riziki
- 2007-2008  Stéphane Morello
- 2009  Luisinho
- 2009  Hisham Ali
- 2009-2012  Yasser Sibai
- 2012  Luisinho
- 2012-2013  Ioan Ion
- 2013  Yousef Adam
- 2013  Milton Mendes
- 2013-2014  Zé Nando
- 2014  Alexandre Gama
- 2014  Luís Martins
- 2014  Miguel Ángel Lotina
- 2014  José Fernández
- 2014-2016  Luka Bonačić
- 2016-2017  Fathi Al-Jabal
- 2017-2020  José Murcia
- 2020-  Nabil Anwar

## Palmarès

### Competizioni nazionali
- Campionato qatariota di seconda divisione: 1

2017-2018

## Organico

### Rosa 2024-2025
| N. |                        | Ruolo | Calciatore                |
| -- | ---------------------- | ----- | ------------------------- |
| 2  | Spagna (bandiera)      | D     | Simo                      |
| 3  | Iraq (bandiera)        | D     | Bandar Badr Naser Badr    |
| 4  | Qatar (bandiera)       | C     | Mohammad Sayyar           |
| 5  | Spagna (bandiera)      | D     | Marc Muniesa              |
| 6  | Qatar (bandiera)       | D     | Mustafa Jalal             |
| 7  | Qatar (bandiera)       | A     | Hamad Al-Juhaini          |
| 8  | Qatar (bandiera)       | C     | Lotfi Madjer              |
| 9  | Paesi Bassi (bandiera) | C     | Pelle van Amersfoort      |
| 10 | Belgio (bandiera)      | C     | Francesco Antonucci       |
| 11 | Qatar (bandiera)       | C     | Abdulaziz Al-Yahri        |
| 12 | Qatar (bandiera)       | P     | Ebrahim Daryoush Mordou   |
| 13 | Iran (bandiera)        | D     | Ali Jokar                 |
| 14 | Qatar (bandiera)       | C     | Reza Shanbeh              |
| 15 | Qatar (bandiera)       | A     | Saoud Al Khallaqi         |
| 16 | Yemen (bandiera)       | P     | Amer Ahmad Al Amri        |
| 17 | Qatar (bandiera)       | C     | Abdullah Al-Yazidi        |
| 18 | Qatar (bandiera)       | C     | Abdullah Hamad Al Feyhani |

| N. |                        | Ruolo | Calciatore              |
| -- | ---------------------- | ----- | ----------------------- |
| 19 | Qatar (bandiera)       | C     | Abdurahmna Naji         |
| 20 | Qatar (bandiera)       | D     | Saad Hussein Athab      |
| 22 | Paesi Bassi (bandiera) | D     | Sven van Beek           |
| 23 | Qatar (bandiera)       | C     | Khaled Saleh            |
| 26 | Qatar (bandiera)       | C     | Abulhamid Anad Al Deri  |
| 28 | Qatar (bandiera)       | D     | Anas Elfadil Ahmed      |
| 29 | Qatar (bandiera)       | C     | Khalid Alawi Said       |
| 34 | Qatar (bandiera)       | C     | Sultan Al Kuwari        |
| 39 | Qatar (bandiera)       | D     | Mesaad Al-Hamad         |
| 44 | Qatar (bandiera)       | D     | Younes Yaghoob          |
| 69 | Qatar (bandiera)       | P     | Jassim Aglan Al Kawari  |
| 88 | Qatar (bandiera)       | C     | Naif Al-Hadhrami        |
| 99 | Qatar (bandiera)       | P     | Shehab Ellethy          |
|    | Qatar (bandiera)       | A     | Ali Feryedoun           |
|    | Qatar (bandiera)       | D     | Moaz Yusif Adam         |
|    | Qatar (bandiera)       | C     | Abulrahman Naji Al Jael |
|    | Egitto (bandiera)      | D     | Mohamed Saleh           |